# Etolo (figlio di Ossilo)
Etolo (in greco antico: Αἰτωλός?, Aitōlos) è un personaggio della mitologia greca, figlio di Ossilo e di Pieria e fratello di Laia.

## Mitologia
Etolo morì in giovane età e, poiché un oracolo aveva predetto che non doveva essere sepolto né dentro né fuori dalla città, i genitori dovettero seppellirlo sotto la porta della città che conduceva ad Olimpia.
Il secondo figlio (Laia) succedette al trono del padre.